# Pamela C. Rasmussen
Pamela Cecile Rasmussen (Washington, 16 de outubro de 1959) é uma ornitóloga estadunidense especializada em aves asiáticas. Rasmussen foi anteriormente uma associada de pesquisa no Smithsonian Institution em Washington, D.C., e possui graduação pela Universidade Estadual de Michigan. Está associada com alguns dos principais centros de pesquisa nos Estados Unidos e no Reino Unido.
Sua pesquisa inicial investigou as aves marinhas sul-americanas e fósseis de aves da América do Norte. Mais tarde, ela se especializaria no estudo de pássaros asiáticos, descrevendo várias novas espécies e esclarecendo o status de outras, particularmente olhos-brancos e corujas. Recentemente, ela esteve envolvida em colaborações em larga escala observando os padrões da biodiversidade global e avaliou o status taxonômico dos abutres do sul da Ásia.
Ela foi a principal autora de Birds of South Asia: The Ripley Guide, uma publicação marcante devido à sua cobertura geográfica e de espécies significativas em comparação com seus predecessores. Como resultado de seu estudo de espécimes de pássaros de museus ao pesquisar para o livro, ela foi fundamental para revelar a extensão do roubo de museus e documentação fraudulenta perpetrada pelo eminente ornitólogo britânico Richard Meinertzhagen.

## Início de vida e carreira
Pamela Cecile Rasmussen, nascida em 15 de outubro de 1959, é filha de uma adventista do sétimo dia, Helen Rasmussen, e do médico Chester Murray, que deixaria a esposa quando Pamela e suas irmãs eram jovens. Seu interesse por aves inicia-se quando sua mãe presenteou-a com a edição júnior de Birds of the World, de Oliver Austin, com Pamela posteriormente escolhendo receber sempre livros de pássaros como presente.
Rasmussen adquiriu seu mestrado em ciência em 1983, pela Universidade Walla Walla, uma universidade filiada à igreja adventista no sudeste de Washington, e recebeu seu Ph.D. pela Universidade de Kansas em 1990. Nesse período, ela estudou sobre os cormorões, onde ela seria introduzida à teoria da evolução, que não havia lhe sido ensinada em sua alma mater.
Rasmussen é professora assistente visitante de zoologia e curadora assistente de museu de mastozoologia e ornitologia, na Universidade Estadual de Michigan, tendo sido anteriormente pesquisadora associada do eminente ornitólogo americano S. Dillon Ripley no Smithsonian Institution em Washington, D.C. Ela é membro do North American Classification Committee da American Ornithological Society (AOS), cientista associado ao grupo de pássaros da seção de zoologia do Museu de História Natural de Londres em Tring e editor associado do The Ibis, o jornal científico da União dos Ornitólogos Britânicos. É uma afiliada científica do Museu Field de História Natural e fundadora e editora do AVoCet, centro de vocalizações de aves da Universidade Estadual de Michigan. Em 2020, substituiu o ornitólogo Frank Gill como editora da IOC World Bird List, uma listagem online mantida pela União Internacional de Ornitólogos.
Rasmussen é casada com Michael D. Gottfried, que é curador de paleontologia, professor associado de geologia e diretor do Centro de Estudos Integrativos em Ciências Gerais da Universidade de Michigan.

### Destaques de pesquisa

#### Aves marinhas sul-americanas
Os primeiros trabalhos de Rasmussen foram amplamente focados em estudos de sistemática, ecologia e comportamento de aves marinhas da Patagônia, principalmente corvos-marinhos. Ela estudou as variações de plumagem em corvos-marinhos juvenis de olhos azuis, imperial e de-patas-vermelhas, e usou plumagem e padrões comportamentais para estabelecer relações entre reis e corvos-marinhos de olhos azuis. Ela também revisou a atividade pesqueira dos cormorões-oliva.

#### Aves asiáticas

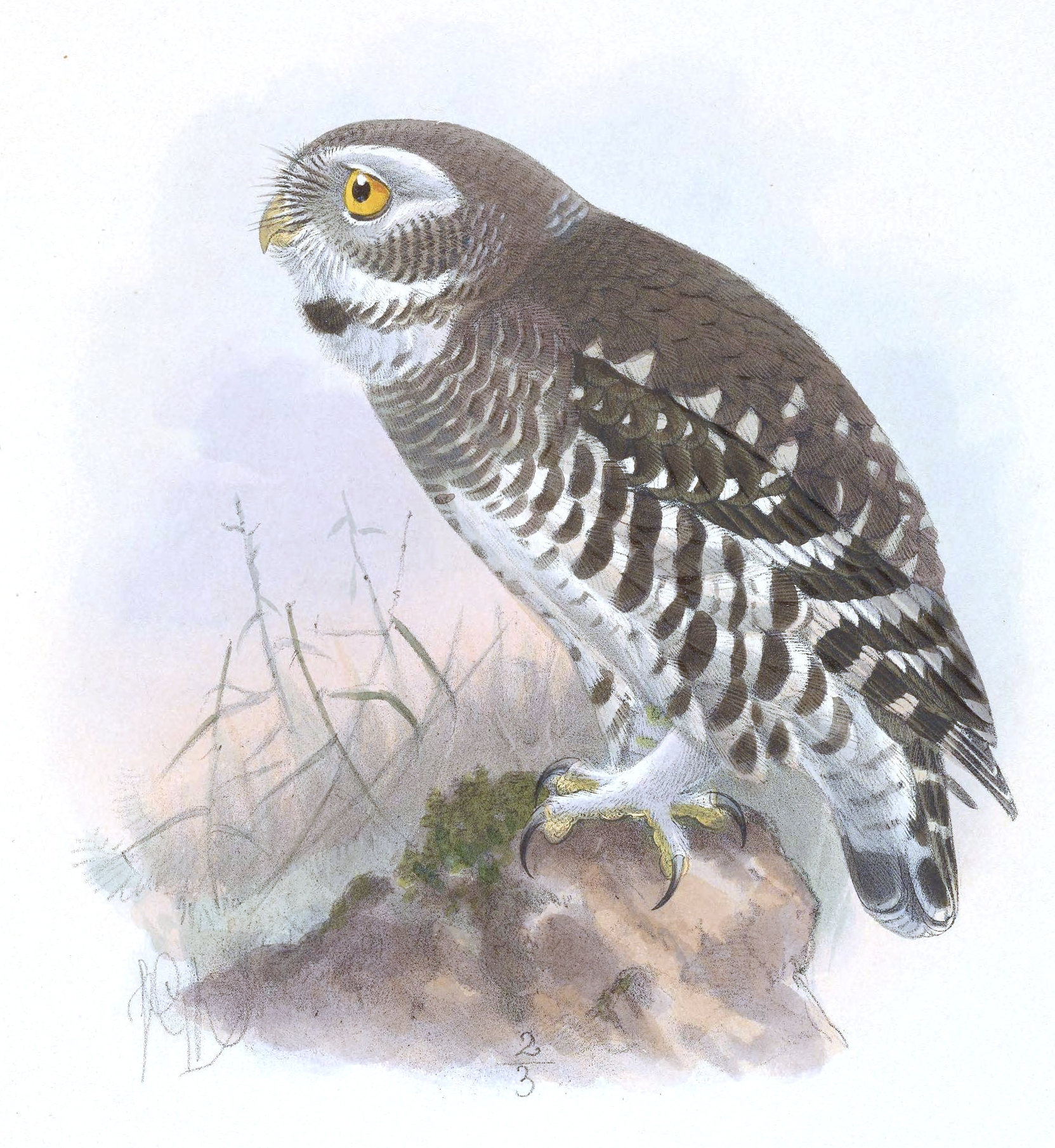
Uma pintura de 1891 da coruja da floresta, que foi redescoberta por Rasmussen em 1997

Rasmussen descreveu quatro novas espécies de aves asiáticas a partir de seu estudo de espécimes de museu: mocho-de-orelhas-de-nicobar (Otus alius), mocho-de-orelhas-da-sanguir (Otus collari) e, a endêmica de Celebes, mocho-avermelhado (Ninox ios), todas em 1998; e a cigarrinha-da-formosa (Bradypterus alishanensis) em 2000. Rasmussen redescobriu o mocho-da-floresta (Athene blowitti), que não era visto desde 1884, no oeste da Índia, pesquisas anteriores de S. Dillon Ripley, Salim Ali e outros falharam porque confiaram na falsa documentação de Richard Meinertzhagen. Em novembro de 1997, Rasmussen e Ben King, do Museu Americano de História Natural, passaram dez dias procurando sem sucesso em dois locais do leste da Índia antes de dirigir para o oeste até o local de outro espécime antigo, onde King avistou uma coruja pequena e robusta com penas curtas e fortemente brancas, pernas e garras enormes, que Rasmussen confirmou como espécie-alvo enquanto a coruja era filmada e fotografada.
Com seus colegas, esclareceu a taxonomia dos olhos-branco indonésios, estabelecendo o status específico do olhos-branco-das-sanguir (Zosterops nehrkorni) e do olhos-branco-de-seram (Z. stalkeri) e confirmou a identidade da mocho-de-orelhas-inesperado (Otus thilohoffmanni) que originalmente havia foi descoberto no Sri Lanka pelo ornitólogo local Deepal Warakagoda.

O olho-branco-das-toguião, identificado como uma nova espécie por Rasmussen e seus colegas em 2008

O faisão-imperial é uma ave rara encontrada nas florestas do Vietnã e do Laos. Rasmussen e seus colegas de trabalho usaram morfologia, experimentos de hibridação e análise de DNA para mostrar que este faisão, anteriormente considerado criticamente ameaçado, é na verdade um híbrido natural entre o faisão-do-vietname (Lophura hatinhensis) e a subespécie annamensis do faisão-prateado (L. nycthemera).
Um artigo de 2008 viu um retorno à taxonomia dos olhos-branco com a descrição formal do olho-branco-das-toguião (Zosterops somadikartai), uma espécie endêmica das Ilhas Toguião da Indonésia, que, ao contrário da maioria de seus parentes, não possui o anel branco ao redor do olho que dão o nome a este grupo de pássaros. Rasmussen observou que o olho-branco-das-toguião é distinto não apenas em sua aparência, mas também em sua música cadenciada, que é mais aguda e possui menos variação de frequência do que as canções de seus parentes próximos.
O interesse de Rasmussen pelas aves asiáticas levou-a a envolver-se em projetos especificamente orientados para a conservação. Dois abutres Gyps, o abutre-indiano-de-dorso-branco (Gyps bengalensis) e o "abutre-de-bico-longo" sofreram uma redução populacional de 99% no sul da Ásia devido ao envenenamento por diclofenaco, uma droga veterinária que causa insuficiência renal em aves que comeram o carcaças de bovinos tratados. Rasmussen mostrou que existem duas espécies distintas de abutre-de-bico-longo: abutre-de-bico-longo (G. indicus) e o abutre-de-bico-estreito (G. tenuirostris). Isso é importante para a conservação, uma vez que um programa de reprodução em cativeiro foi estabelecido para ajudar na recuperação de espécies de abutres em risco.

#### Biodiversidade

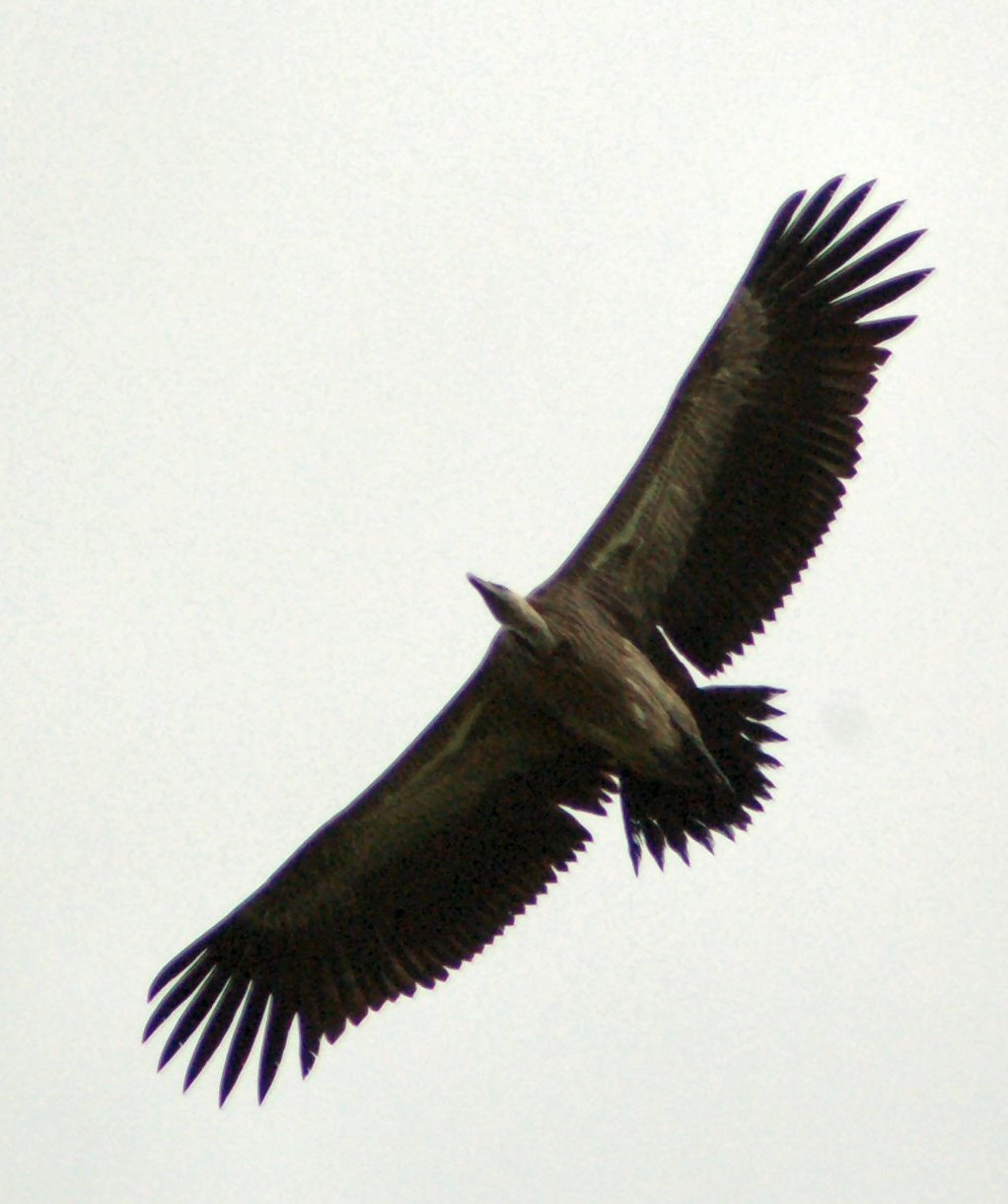
Abutre-de-bico-longo, uma espécie vulnerável recentemente dividida como resultado da pesquisa de Rasmussen sobre o gênero Gyps

Em 2005, Pamela Rasmussen fez parte de uma grande colaboração multi-institucional investigando hotspots de biodiversidade, que têm um papel proeminente na conservação. O estudo avaliou locais quantitativamente para três critérios de diversidade de aves – riqueza de espécies, nível de ameaça e número de espécies endêmicas. Os resultados demonstraram que os hotspots não apresentaram a mesma distribuição geográfica para cada fator. Apenas 2,5% das áreas de hotspot são comuns a todos os três aspectos da diversidade, com mais de 80% dos hotspots registrados em apenas um critério. Cada critério explicou menos de 24% da variação dos demais fatores, sugerindo que mesmo dentro de uma mesma classe taxonômica, diferentes mecanismos são responsáveis pela origem e manutenção de vários aspectos da diversidade. Consequentemente, os diferentes tipos de hotspots também variam muito em sua utilidade como ferramentas de conservação.
O trabalho recente de Rasmussen concentrou-se em novas colaborações em larga escala com o mesmo grupo de instituições que estudam padrões globais de biodiversidade. Um levantamento da riqueza de espécies e do tamanho da distribuição geográfica não mostrou a diminuição do tamanho da distribuição das regiões temperadas para os trópicos que se supunha anteriormente; embora esse padrão fosse em grande parte verdadeiro no hemisfério norte, não parecia se aplicar no hemisfério sul. Pesquisas avaliando a relação entre extinção e impacto humano mostraram que, depois de controlar a riqueza de espécies, as melhores predições do padrão global de risco de extinção são medidas de impacto humano, sendo os fatores ecológicos de importância secundária. Um exame da distribuição de espécies de vertebrados raras e ameaçadas mostrou padrões diferentes para espécies de aves, mamíferos e anfíbios, o que tem consequências para as estratégias de conservação baseadas em hotspots.
Outros estudos de Rasmussen e colegas internacionais analisaram a importância da disponibilidade de energia, e um artigo de 2007 mostrou que os padrões globais de rotatividade espacial são impulsionados principalmente por espécies difundidas em vez de restritas. Isso complementa outros trabalhos e ajuda a estabelecer um modelo unificado de como a biodiversidade terrestre varia dentro e entre as principais massas terrestres da Terra.

#### Paleornitologia
Um sítio fóssil em um poço de empréstimo perto de Cheswold, Delaware, criado durante a construção de uma rodovia, desenterrou 11 espécimes de fósseis de aves fragmentados e não associados, que foram identificados por Rasmussen como incluindo um pequeno mergulhão, uma pequena espécie semelhante a uma gaivota e cinco espécimes de uma ave marinha parecida com sulídeos, provavelmente Morus loxostylus, uma espécie comum no Mioceno. Todas essas formas já eram conhecidas de um local em Chesapeake Bay, Maryland. As descobertas sugerem que o local de Delaware era a área próxima à costa de uma grande baía no momento da deposição.
Rasmussen também esteve envolvida em uma revisão de fósseis de aves de depósitos do Mioceno e Plioceno na Carolina do Norte. Esses achados incluíram um mergulhão do início do Mioceno Colymboides minutus, vários patos, uma andorinha-do-mar com crista que se assemelha muito ao moderno garajau-real (Sterna maxima) e um membro do gênero Corvus, um dos poucos fósseis de pássaros passeriformes daquele período. A revisão descobriu que os pássaros fósseis desse período geralmente se assemelham a uma espécie ou gênero moderno, e aqueles que não o fazem geralmente podem ser colocados em uma família moderna com um grau razoável de confiança.

### Birds of South Asia
Em 1992, Rasmussen assumiu o cargo de assistente de S. Dillon Ripley, ex-secretário do Smithsonian, que planejava produzir um guia definitivo sobre as aves do sul da Ásia. Quando ficou doente logo após o início do projeto, Rasmussen assumiu o projeto e, com o artista John C. Anderton, produziu Birds of South Asia: The Ripley Guide, um guia de pássaros em dois volumes para o subcontinente indiano que foi o primeiro guia de campo para a área incluir sonogramas. O volume inicial contém o guia de campo com mais de 3400 ilustrações em 180 chapas e mais de 1450 mapas coloridos. Já no segundo volume (Atributos e Status), são fornecidas medições de espécimes, dados sobre identificação, status, distribuição e hábitos. As vocalizações são descritas a partir de gravações e existem mais de mil ultrassonografias.
Mil quinhentas e oito espécies que ocorreram na Índia, Bangladesh, Paquistão, Nepal, Butão, Maldivas, arquipélago de Chagos e Afeganistão são cobertas, incluindo 85 espécies hipotéticas e 67 espécies 'possíveis', que recebem apenas relatos curtos. Aspectos notáveis de Birds of South Asia são sua base de evidências de distribuição – os autores do livro basearam suas informações de distribuição quase completamente em espécimes de museus – e a abordagem taxonômica, envolvendo um grande número de divisões em nível de espécie. Sua abrangência geográfica também foi maior que a de obras mais antigas, notadamente na inclusão do Afeganistão.
Muitas formas alopátricas anteriormente consideradas coespecíficas são tratadas por Rasmussen e Anderton como espécies completas. A maioria deles já havia sido proposta em outro lugar, mas o livro introduziu uma série de inovações próprias. Especialistas em pássaros asiáticos, Nigel Collar e John Pilgrim, em 2008 analisaram as mudanças propostas por Rasmussen e Anderton, indicando quais haviam sido propostas anteriormente por outros autores e quais eram novas e exigiam justificativas adicionais.
Embora as críticas na imprensa ornitológica e de observação de pássaros tenham sido frequentemente favoráveis, houve críticas. Peter Kennerley, autor e especialista em aves asiáticos, considerou que algumas das ilustrações são pequenas e extravagantes ou tecnicamente imprecisas. Ele também acredita que a confiança excessiva em espécimes de museu às vezes muito antigos e a rejeição da riqueza de dados observacionais arquivados por observadores de aves amadores é um erro, e afirma que muitas das decisões taxonômicas parecem ser escolhas aleatórias, sem suporte de pesquisas publicadas.
Além da fraude de Meinertzhagen, discutida na próxima seção, e da morte de S. Dillon Ripley, outros problemas na produção de Birds of South Asia incluíram a perda do banco de dados do mapa principal durante uma viagem à Burma e mapas mal preparados peles de espécimes. Também houve dificuldades em conciliar fontes, atrasos na produção de ilustrações e mapas e na obtenção de dados confiáveis para áreas "difíceis" como Assam, Arunachal Pradesh, Bangladesh e Afeganistão. As ilhas Andaman e Nicobar também apresentaram sérios desafios em relação ao status e à taxonomia de suas avifaunas.
Rasmussen considerou em um artigo de 2005 se a taxonomia revisada do livro, com suas muitas divisões de espécies, tinha implicações de conservação significativas, mas sentiu que o efeito sobre a riqueza de espécies no sul da Ásia era limitado e teria apenas um impacto de conservação moderado, aumentando o número de espécies potencialmente ameaçadas na região de 6% do total da avifauna para cerca de 7%.

### Fraude de Meinertzhagen
Rasmussen revelou a verdadeira extensão da grande fraude perpetrada pelo eminente oficial britânico, ornitólogo e especialista em piolhos de aves, o coronel Richard Meinertzhagen. Meinertzhagen, que morreu em 1967, foi o autor de numerosos trabalhos taxonômicos e outros sobre pássaros, e possuía uma vasta coleção de espécimes de pássaros e piolhos; ele foi considerado um dos maiores ornitólogos da Grã-Bretanha. No entanto, o ornitólogo britânico Alan Knox analisou a coleção de pássaros de Meinertzhagen no Museu Zoólogico Walter Rothschild em Tring, Reino Unido, no início dos anos 1990, e descobriu uma fraude significativa envolvendo roubo de espécimes de museus e falsificação da documentação que os acompanha.
Ao pesquisar para Birds of South Asia, Rasmussen examinou dezenas de milhares de espécimes de aves, já que o falecido S. Dillon Ripley favoreceu fortemente o uso de espécimes de museu para determinar quais aves incluir. Com Robert Prys-Jones, do Museu de História Natural, ela mostrou que a fraude de Meinertzhagen de décadas era muito mais extensa do que se pensava. Muitos dos 20 mil espécimes de aves em sua coleção foram rotulados novamente em relação ao local onde foram coletados e, às vezes, também remontados. A documentação falsa atrasou a redescoberta da coruja da floresta, já que as buscas anteriores se baseavam nos registros falsos de Meinertzagen. A bem-sucedida expedição de Rasmussen os ignorou e procurou nas áreas identificadas pelos espécimes genuínos remanescentes.
Meinertzhargen havia sido banido do Bird Room do Museu de História Natural por 18 meses por remoção não-autorizada de espécimes e suspeitas de que ele estava roubando espécimes e material de biblioteca foram documentados por funcionários por mais de 30 anos, chegando duas vezes à beira da acusação.
Registros falsificados identificados por Rasmussen e Prys-Jones incluíam ocorrências em alta altitude do tagarela-de-bico-coralino (Pomatorhinus ferruginosus), do papa-moscas-de-caxemira (Ficedula subrubra) fora de alcance e registros de inverno do Himalaia do papa-moscas-ferrugíneo (Muscicapa ferruginea) e do papa-moscas-azul-do-arunachalpradexe (Cyornis magnirostris), então tratado como uma subespécie de C. banyumas. No entanto, alguns registros, como os do pardal-afegão (Pyrgilauda theresae), uma espécie descrita por Meinertzhagen, parecem ser genuínos.

## Exposições
MSUM tem exposições regulares; aqueles que apresentam os projetos de Rasmussen incluem "Land of the Feathered Dragons: China and the Origin of Birds" de 2015, “They Passed Like a Cloud: The Passenger Pigeon and Extinction” em 2014, “Echoes of Silent Spring: 50 anos de consciência ambiental” (para o 50º aniversário da Silent Spring em 2012), “Avelution: Birds in the Development of Darwin's Theories of Evolution,” em 2010 e “Birds of South Asia: History vs. Mystery", em 2003–2004. O último também foi exibido na Wildlife Interpretive Gallery do Zoológico de Detroit em 2005–2006.